# Dominic Raab
Dominic Rennie Raab (n. 25 februarie 1974, Buckinghamshire, Anglia, Regatul Unit) este un politician britanic care ocupă funcția de prim secretar de stat și Secretar de stat pentru afaceri externe și Commonwealth din iulie 2019. Membru al Partidul Conservator (Regatul Unit), a fost, de asemenea, membru al Parlamentului (MP) pentru Esher și Walton din 2010. Raab este de origine cehă-iudaică. 